# Théodore Sidot
Théodore Sidot war ein französischer Chemiker, der 1866 die Phosphoreszenz von Zinksulfid entdeckte. Er arbeitete am Lycée Charlemagne in Paris als Chemiepräparator. Er wurde im Deutsch-Französischen Krieg 1870 bei Fort de Nogent verletzt. Er erhielt 1883 den Prix Trémont der Académie des sciences.